# Rocco Valenti
Rocco Valenti (nacido en 1895, fecha de muerte desconocida) fue un gángster neoyorquino y miembro prominente de la Camorra en Nueva York durante los primeros años 1910. Es usualmente confundido con el mafioso contemporáneo Umberto Valenti.

## Guerra entre la Mafia y la Camorra
Valenti se unió a la napolitana pandilla de Navy Street Gang a inicios de los años 1910. El 20 de julio de 1916, Valenti y su compañero pandillero Nick Sassi ayudaron a George "Lefty" Esposito, Tom Pagano, y Giuseppe Verizzano a escapar luego de que asesinaron a Joe DeMarco y Charles Lombardi.
El 7 de septiembre de 1916, Valenti fue arrestado en un salón de billar local por llevar armas escondidas. Su arresto llegó varias horas después de que un tiroteo ocasionara las muertes de Nicholas Morello y Charles Ubriaco. Sin embargo, Valenti fue liberado después.
El 26 de enero de 1918, Valenti fue arrestado en Troy, Nueva York y apresado por su participación en los asesinatos de DeMarco y Lombardi. Luego de pasar 10 meses en prisión, Valenti fue liberado en noviembre de 1918. Él también testificó a favor de Charles Giordano durante su juicio en marzo de 1919. Luego de ello, desaparece de la historia escrita.